# Ebrahim Mirzapour
Ebrahim Mirzapour (in persiano ابراهیم میرزاپور‎; Ma'mulan, 16 settembre 1978) è un ex calciatore iraniano, portiere.

## Carriera

### Club
Cominciò la sua carriera da professionista nel Foolad e rimase in rosa fino all'agosto 2006. Gli anni passati a giocare nel Foolad lo misero in luce agli occhi dell'allora allenatore della Nazionale iraniana, Miroslav Blažević, che lo fece diventare subito titolare. Segnò anche un goal al portiere rivale in nazionale Armenak Petrosyan, su rigore. Nel 2004-2005, con la fascia da capitano, portò il Foolad a vincere il campionato iraniano.
Dopo Germania 2006, alcune voci lo diedero alla squadra portoghese del Nacional, altre al Saipa, ma alla fine Ebrahim firmò con i rivali del Foolad, l'Esteghlal Ahvaz.
Dopo sole quattro partite con la nuova squadra, Ebrahim si infortunò seriamente e fu costretto a rimanere fuori dai campi da gioco per ben quattordici mesi. Il suo rientro fu con lo Steel Azin in una partita di Hazfi Cup, nel novembre 2007.

### Nazionale
L'inserimento di Mirazpour nella Nazionale iraniana destò alcune perplessità avendo l'allora allenatore della nazionale, Miroslav Blažević deciso di preferire il giovane portiere ad altri più esperti.
Con il tempo però Ebrahim fece tacere quelle persone che gli imputavano scarsa esperienza; infatti un po' alla volta si fece apprezzare per la sua grande agilità e per alcuni salvataggi durante partite amichevoli. Dopo Blazevic sulla panchina iraniana si sedette Branko Ivanković, che confermò Mirzapour come portiere titolare. Con Ivankovic, Mirazpour giocò quasi tutte le partite del girone di qualificazione per Germania 2006 e nel mondiale fu sempre titolare tra i pali del Team Melli.

## Palmarès

### Club
- Campionati Iraniano: 1

Foolad: 2004-2005

### Nazionale
- Giochi asiatici: 1

2002
- West Asian Football Federation Championship: 1

2008